# Виноградов, Василий Иванович (железнодорожник)
Василий Иванович Виноградов (1899—1982) — советский железнодорожник, паровозный машинист депо Москва-Пассажирская Октябрьской железной дороги, Герой Социалистического Труда

## Биография
Родился в 1899 году в городе Туле, в семье железнодорожника. Русский. Семья была большая, жили бедно. Зимой младший Виноградов учился в железнодорожной четырёхклассной школе, а летом ходил работать по найму. В 11 лет его отдали в учение к тульскому кузнецу. В 1913 году семья Виноградовых переехала в Москву. Здесь Василий с отцом поступили на Сущевский завод слесарями. Через три года сын был уже высококвалифицированным слесарем.
В 1917 году через биржу труда Виноградов пришел в паровозное депо Москва Николаевской железной дороги. Сдал пробную работу и стал слесарем седьмого разряда. В 1920 году был назначен бригадиром арматурного и автоматного цехов.
В 1923 году стал помощником машиниста. С 1928 года, после окончания курсов, стал работать машинистом на паровозе грузового движения. Он стал не просто машинистом, а машинистом-рационализатором. Всегда что-то изобретал, придумывал, усовершенствовал. Когда он сконструировал и внедрил в производство станок по обточке бандажей без выкатки скатов из-под локомотива, даже иностранные специалисты восторженно отозвались об этом новшестве. Изобретение Виноградова дало большой экономический эффект. Если раньше производили ремонт пяти паровозов в месяц, то теперь за этот же срок выпускали из ремонта 18 паровозов.
С 1929 года Виноградов — машинист 2-го класса пассажирского движения. В 1933 году Коломенский паровозостроительный завод осваивал новый пассажирский паровоз серии ИС («Иосиф Сталин»). В 1934 году Виноградов принял ИС № 3, который водил «Красную стрелу». В 1935 году стал машинистом первого класса, а в 1937 году — заместителем начальника депо по ремонту. В 1939 году вернулся на паровоз. В этой должности он проработал всю Великую Отечественную войну.
В первые дни войны водил поезда с военными грузами на запад и с промышленным оборудованием — на восток. Рабочие депо Московско-Октябрьской железной дороги в рекордно короткий срок сделали два бронепоезда. На один из них, получивший название «Истребитель фашизма», Виноградов был назначен машинистом.
Первый бой бронепоезд, который вел Виноградов, принял в районе станции Лобня. Фашистские танки пытались через транспортный переезд прорваться на Дмитровское шоссе. Бронепоезд подбил два танка, и атака немцев захлебнулась. Не раз фашистские самолёты пытались уничтожить бронепоезд, но, встретив ураганный огонь зенитных орудий, уходили восвояси.
Однажды бронепоезд продвигался под сильным огнём противника к разъезду Угрюмово, что в десяти километрах от Вязьмы. Снарядами выбило кусок рельса и несколько скатов тендера паровоза и бронеплощадок оказалось на земле. Можно было выйти из боя, увести паровоз и оставшиеся бронеплощадки в тыл. Но Виноградов решил не допустить, чтобы фашистам достался бронепоезд. Под личную ответственность, рискуя быть расстрелянным за невыполнение приказа командования на отход, он принимает решение установить стоявшие на земле колесные пары на куски рельсов и вывести бронепоезд из зоны обстрела. Проявив мужество и смекалку, он сумел доставить бронепоезд в депо, в Москву. Так на груди у Виноградова появилась первая боевая награда — медаль «За отвагу».
27 января 1944 года была снята блокада Ленинграда, Виноградов снова повел экспресс «Красная стрела» по маршруту Москва — Ленинград.
В послевоенный период Виноградов продолжал трудиться на железной дороге, водил паровозы СУМ, П36, экспресс «Красная стрела». С 1946 года и до ухода на пенсию в 1958 году работал заместителем начальника депо. За время работы на железной дороге машинист Виноградов проехал по стальным магистралям более двух с половиной миллионов километров.
Четыре раза избирался депутатом Московского областного совета депутатов трудящихся и пять лет был народным заседателем Верховного суда РСФСР. После выхода на заслуженный отдых работал на Останкинском молочном комбинате. Жил в городе-герое Москве. Скончался в 1982 году. Похоронен на Пятницком кладбище города Москвы.

## Награды
Указом Президиума Верховного Совета СССР от 5 ноября 1943 года «за особые заслуги в деле обеспечении перевозок для фронта и народного хозяйства и выдающиеся достижения в восстановлении железнодорожного хозяйства в трудных условиях военного времени» Виноградову Василию Ивановичу присвоено звание Героя Социалистического Труда с вручением ордена Ленина и Золотой медали «Серп и Молот» (№ 61).
Награждён двумя орденами Ленина, семью медалями; двумя знаками «Почетному железнодорожнику».

## Память
На одной из линий Подмосковья работает электропоезд имени машиниста Василия Виноградова.